# Степное (Первомайский район)
Степно́е (до 1948 года Муни́й; укр. Степне, крымскотат. Muniy, Муний) — село в Первомайском районе Республики Крым, центр Степновского сельского поселения (согласно административно-территориальному делению Украины — Степновского сельского совета Автономной Республики Крым).

## Население
| 2001 | 2014  |
| ---- | ----- |
| 1968 | ↘1461 |

Всеукраинская перепись 2001 года показала следующее распределение по носителям языка
| Язык             | Процент |
| ---------------- | ------- |
| русский          | 49.14   |
| украинский       | 27.39   |
| крымскотатарский | 21.75   |
| другие           | 1.21    |

### Динамика численности
| - 1806 год — 129 чел. - 1864 год — 127 чел. - 1889 год — 106 чел. - 1892 год — 85 чел. - 1900 год — 163 чел. - 1915 год — 53/32 чел. | - 1926 год — 103 чел. - 1939 год — 123 чел. - 1989 год — 2012 чел. - 2001 год — 1968 чел. - 2009 год — 1938 чел. - 2014 год — 1461 чел. |

## Современное состояние
На 2016 год в Степном числится 15 улиц, 1 переулок и 1 территория; на 2009 год, по данным сельсовета, село занимало площадь 269 гектаров, на которой в 700 дворах проживало более 1,9 тысячи человек. В селе действуют средняя общеобразовательная школа, детский сад «Теремок», Дом культуры, сельская библиотека-филиал № 21, отделение почты, амбулатория общей практики — семейной медицины, аптека N 182, православный храм преподобного Иова Почаевского, мечеть. Степное связано автобусным сообщением с райцентром, городами Крыма и соседними населёнными пунктами.

## География
Степное — большое село в центре района, в степном Крыму, в неглубокой балке — продолжении долины реки Самарчик, высота центра села над уровнем моря — 47 м. Ближайший населённый пункт — Гришино в 4 км на восток. Расстояние до райцентра около 14 километров (по шоссе), ближайшая железнодорожная станция — Воинка (на линии Джанкой — Армянск) — примерно 36 километров. Транспортное сообщение осуществляется по региональной автодороге 35Н-405 от шоссе Красноперекопск — Симферополь до Кормового (по украинской классификации — С-0-11020).

## История
Первое документальное упоминание села встречается в Камеральном Описании Крыма… 1784 года, судя по которому, в последний период Крымского ханства Маный входил в Самарчик кадылык Перекопского каймаканства. После присоединения Крыма к России (8) 19 апреля 1783 года, (8) 19 февраля 1784 года, именным указом Екатерины II сенату, на территории бывшего Крымского ханства была образована Таврическая область и деревня была приписана к Евпаторийскому уезду. После павловских реформ, с 1796 по 1802 год входила в Акмечетский уезд Новороссийской губернии. По новому административному делению, после создания 8 (20) октября 1802 года Таврической губернии, Муний был включён в состав Джелаирской волости Евпаторийского уезда.
По Ведомости о волостях и селениях, в Евпаторийском уезде с показанием числа дворов и душ… от 19 апреля 1806 года в деревне Муний числилось 18 дворов, 128 крымских татар и 1 ясыр. На военно-топографической карте 1817 года генерал-майора Мухина деревня Муни обозначена с 20 дворами. После реформы волостного деления 1829 года Муний, согласно «Ведомости о казённых волостях Таврической губернии 1829 года», отнесли к Атайской волости (переименованной из Джелаирской). На карте 1836 года в деревне 27 дворов, как и на карте 1842 года.
В 1860-х годах, после земской реформы Александра II, деревню приписали к Биюк-Асской волости. Согласно «Памятной книжке Таврической губернии за 1867 год», деревня Маний была покинута жителями в 1860—1864 годах, в результате эмиграции крымских татар, особенно массовой после Крымской войны 1853—1856 годов, в Турцию и лежала в развалинах, а в «Списке населённых мест Таврической губернии по сведениям 1864 года», составленном по результатам VIII ревизии 1864 года, Моний — казённая эстонская деревня, с 29 дворами и 127 жителями при колодцах (в дальнейшем в доступных исторических документах упоминание эстонского населения не встречается). По обследованиям профессора А. Н. Козловского 1867 года, вода в колодцах деревни была пресная, а их глубина достигала 15—20 саженей (31—42 м). На трехверстовой карте Шуберта 1865—1876 года в деревне Муний обозначено 30 дворов. В «Памятной книге Таврической губернии 1889 года», по результатам Х ревизии 1887 года, в деревне Муний числилось 12 дворов и 65 жителей. Согласно энциклопедическому словарю «Немцы России» в 1890 году в Муний была основана немецкая меннонитская колония; впоследствии меннонитов сменили евангелисты из бердянских колоний. Согласно же «…Памятной книжке Таврической губернии на 1892 год», в деревне Муний, входившей в Азгана-Карынский участок, было 85 жителей в тех же 12 домохозяйствах.
Земская реформа 1890-х годов в Евпаторийском уезде прошла после 1892 года, в результате Муний приписали к Коджанбакской волости.
По «…Памятной книжке Таврической губернии на 1900 год» в деревне, составлявшей Мунийское сельское общество, числилось 163 жителя в 16 дворах. На 1914 год в селении действовала лютеранская школа грамотности. По Статистическому справочнику Таврической губернии. Ч.II-я. Статистический очерк, выпуск пятый Евпаторийский уезд, 1915 год, в деревне Муний Коджамбакской волости Евпаторийского уезда числилось 14 дворов (все дворы с землёй) с немецким населением в количестве 53 человека приписных жителей и 32 — «посторонних», из которых 42 мужчины и 43 женщины. Жители владели 1211 десятинами удобной земли. В хозяйствах имелось 246 лошадей, 38 волов, 67 коров и 450 голов мелкого скота. Согласно списку 1915 года «…русских подданных из австрийских, венгерских или германских выходцев» землевладельцев, опубликованном в газете «Таврические губернские ведомости» в апреле 1915 года, при деревне Муний значились Гооге Иоганн Фридрихович, имевший 167 десятин земли, Герман Фридрих Фридрихович — 150 дес., Кауфман Яков Христофорович — 247 дес., Кнауэр Яков Иоганнович — 225 дес., Принц Яков Яковлевич — 275 дес. и Райзер Михаил Христианович — 225 дес..
После установления в Крыму Советской власти, по постановлению Крымревкома от 8 января 1921 года № 206 «Об изменении административных границ» была упразднена волостная система и в составе Евпаторийского уезда был образован Бакальский район, в который включили село, а в 1922 году уезды получили название округов. 11 октября 1923 года, согласно постановлению ВЦИК, в административное деление Крымской АССР были внесены изменения, в результате которых округа были отменены, Бакальский район упразднён и село вошло в состав Евпаторийского района. Согласно Списку населённых пунктов Крымской АССР по Всесоюзной переписи 17 декабря 1926 года, в селе Муний, Коджамбакского сельсовета Евпаторийского района, числилось 24 двора, все крестьянские, население составляло 103 человека, из них 101 немец, 2 русских, действовала немецкая школа. Постановлением ВЦИК РСФСР от 30 октября 1930 года был создан Фрайдорфский еврейский национальный район (переименованный указом Президиума Верховного Совета РСФСР № 621/6 от 14 декабря 1944 года в Новосёловский) (по другим данным 15 сентября 1931 года) и Муний включили в его состав, а после разукрупнения в 1935-м и образования также еврейского национального Лариндорфского (с 1944 — Первомайский), село переподчинили новому району. По данным всесоюзной переписи населения 1939 года в селе проживало 123 человека.
Указом Президиума Верховного Совета РСФСР от 8 марта 1941 года деревня Муни Лариндорфского района Крымской АССР переименована в Степную.
Вскоре после начала Великой Отечественной войны, 18 августа 1941 года крымские немцы были выселены, сначала в Ставропольский край, а затем в Сибирь и северный Казахстан. В годы войны на фронтах сражались 13 жителей села, 11 из них награждены орденами и медалями. В их честь в 1970 году открыт памятный знак в виде двухфигурной скульптуры — воин, прижимающий к себе ребёнка, мемориальных досок на подушках и символа вечного огня. Постановлением Совета министров Республики Крым № 627 от 20 декабря 2016 года памятник отнесён к категории объектов культурно-исторического наследия России регионального значения.
С 25 июня 1946 года Муний в составе Крымской области РСФСР.
В указе Президиума Верховного Совета РСФСР от 18 мая 1948 года вновь упоминается о переименовании селения Муний в Степную. 26 апреля 1954 года Крымская область была передана из состава РСФСР в состав УССР. Время включения в Гришинский сельсовет пока не выяснено: на 15 июня 1960 года село уже числилось в его составе. Указом Президиума Верховного Совета УССР «Об укрупнении сельских районов Крымской области», от 30 декабря 1962 года был упразднён Первомайский район и село присоединили к Красногвардейскому. 8 декабря 1966 года был восстановлен Первомайский район и село вернули в его состав. К 1977 году был создан Степновский сельсовет. По данным переписи 1989 года в селе проживало 2012 человек. С 12 февраля 1991 года село в восстановленной Крымской АССР, 26 февраля 1992 года переименованной в Автономную Республику Крым. С 21 марта 2014 года в составе Крыма аннексировано Россией.